# Heidi Jo Newberg
Heidi Jo Newberg (née Heidi Jo Marvin) est une astrophysicienne américaine. Professeure à l'Institut polytechnique Rensselaer (RPI) de Troy (New York), elle est surtout connue pour son travail sur la compréhension de la structure de la Voie lactée. Son groupe a notamment mis en évidence sa « cannibalisation » de plus petites galaxies,, ainsi que sa taille supérieure et sa forme plus ondulée que ce qui était admis précédemment.
Elle est membre fondateur du Sloan Digital Sky Survey (SDSS) et du Sloan Extension for Galactic Understanding and Exploration (SEGUE), ainsi qu'une personne-clé du projet de calcul distribué MilkyWay@home.

## Biographie
Newberg obtient un baccalauréat universitaire en physique à l'Institut polytechnique Rensselaer en 1987. Elle fait et obtient son doctorat en physique à l'université de Californie à Berkeley en 1992. 
Newberg commence à travailler sur le Sloan Digital Sky Survey à partir de 1992. Elle devient professeur à l'Institut polytechnique Rensselaer à partir de 1999.